# Chobot

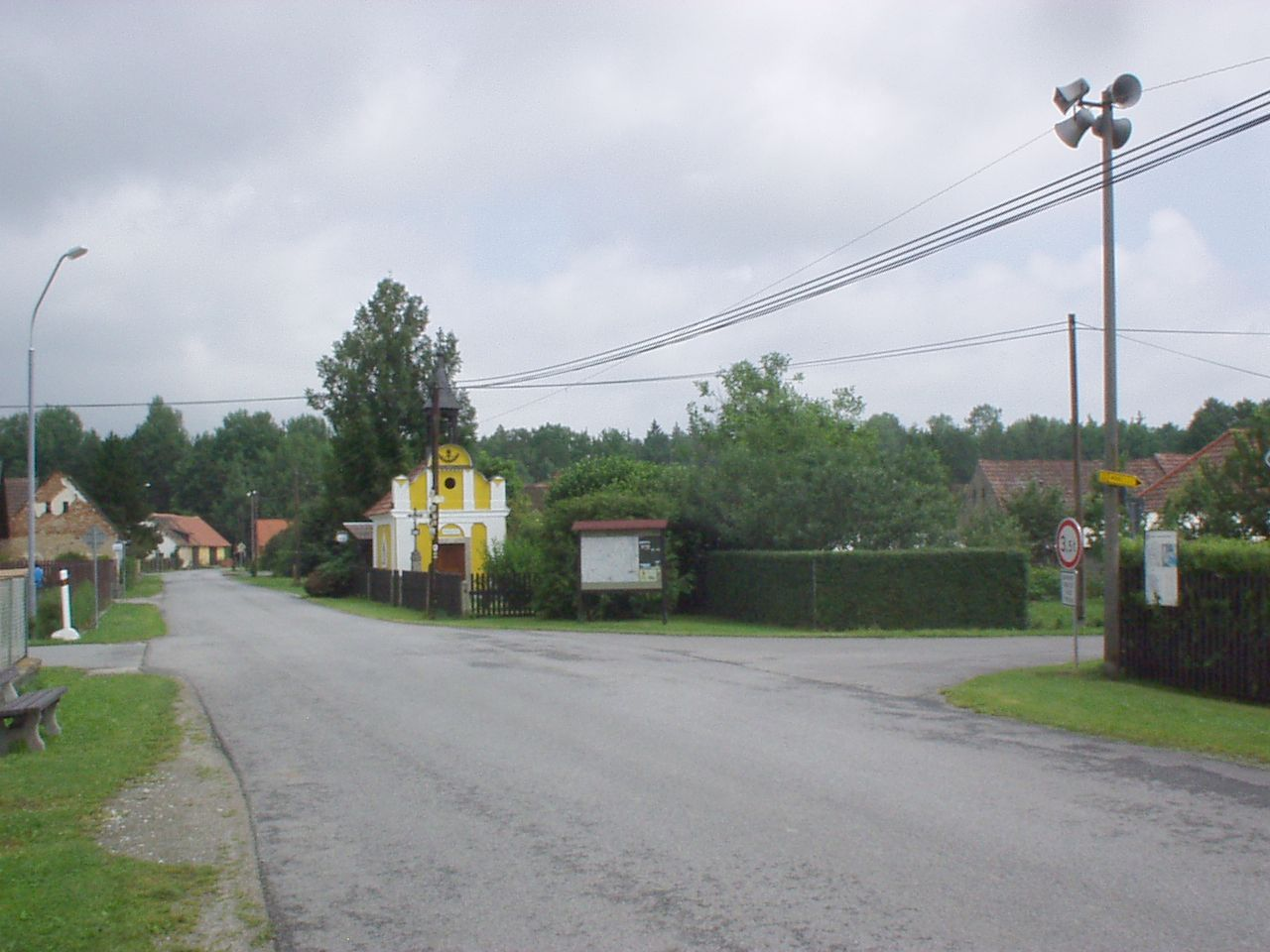
Dorfplatz und Kapelle in Chobot

Chobot [ˈxɔbɔt] ist eine Gemeinde in Tschechien. Sie liegt sechs Kilometer nordöstlich von Blatná in Südböhmen und gehört zum Okres Strakonice.

## Geographie

### Geographische Lage
Chobot befindet sich am rechten Ufer des Baches Málkovský potok im Hügelland Blatenská pahorkatina. Südöstlich erstreckt sich der Teich Labuť (Labud), gegen Westen liegt der kleinere Teich Brloh. Östlich erhebt sich der Na Červenkách (500 m), im Süden der Chobotský vrch (525 m) und der Střížovický vrch (541 m) sowie südwestlich die Chobotská mýť (Choboter Maid, 512 m).

### Gemeindegliederung
Die Gemeinde Chobot besteht aus den Ortsteilen Chobot und Újezd u Skaličan (Aujest bei Skaltschan).

### Nachbargemeinden
Nachbarorte sind Černívsko und U Frička im Norden, Uzeničky, Uzenice und Ostrov im Nordosten, Svobodka, Nevželice, Drtina und Kožlí im Osten, Myštice, Labuť und Střížovice im Südosten, Vahlovice, Buzice und Skaličany im Süden, Újezd u Skaličan und Bezdědovice im Südwesten, Dobšice, Paračov und Kocelovice im Westen sowie Nový Dvůr, Starý Dvůr, Drahenický Málkov und Chaloupky im Nordwesten.

## Geschichte
Im Jahre 1492 erhielt Zdeniek Lev von Rosental durch König Vladislav II. Jagiello die Bewilligung zur Anlegung eines Teiches im Tal des Kostratecký potok bei Střížovice. Zum Ende des 16. Jahrhunderts wurde der Teich Střížovický rybnik vergrößert. Der neue, deutlich höhere Damm wurde etwa einen Kilometer unterhalb des alten Dammes bei Myštice errichtet und das Dorf Zároždice überflutet. Im Laufe der Zeit wurde der Střížovický rybnik wegen seiner Form als Labuť (Schwan) bezeichnet.
In der zweiten Hälfte des 18. Jahrhunderts ließen die Grafen Serényi von Kis-Serény auf Blatná oberhalb des Labuť eine Köhlersiedlung anlegen, die im Jahre 1790 erstmals schriftlich als Chobot erwähnt wurde. 1798 erwarben die Freiherren Hildprandt von und zu Ottenhausen die Herrschaft. Im Jahre 1840 bildete die Einschicht Chobot einen Teil des Dorfes Newčelitz (Nevželice) und war nach Černisko (Černívsko) gepfarrt. Bis zur Mitte des 19. Jahrhunderts blieb Chobot immer der Herrschaft Blatná untertänig.
Nach der Aufhebung der Patrimonialherrschaften bildete Chobot ab 1850 einen Ortsteil der Gemeinde Vahlovice /Wahlowitz in der Bezirkshauptmannschaft und dem Gerichtsbezirk Blatná. Nachdem sich die Siedlung in den Folgejahren vergrößert hatte, wurde ab 1880 zwischen zwei Anteilen unterschieden. Chobot 1. díl / Chobot 1. Anteil gehörte zur Gemeinde Skaličany und Chobot 2. díl / Chobot 2. Anteil zur Gemeinde Vahlovice. Im Jahre 1900 kam noch der zu Uzenice im Gerichtsbezirk Březnice gehörige Chobot 3. díl / Chobot 3. Anteil hinzu. Am 11. August 1919 wurde die Gemeinde Váhlovice, die bis dahin die flächenmäßig größte des Bezirkes Blatná war, aufgeteilt. Dabei entstand die Gemeinde Myštice mit den Ortsteilen Chobot 2. díl, Nevželice und Střížovice. Zu dieser Zeit lebten in Chobot insgesamt etwa 200 Personen. Im Jahre 1928 bestand das Dorf aus 30 Wohnhäusern mit ca. 120 Einwohnern. Am 29. April 1928 gründete sich die Freiwillige Feuerwehr Chobot. Im Zuge der Aufhebung des Okres Blatná wurden alle drei Anteile von Chobot dem Okres Strakonice zugeordnet. Im Jahre 1964 wurden Chobot 1. díl und Chobot 2. díl von Skaličany bzw. Myštice nach Uzenice umgemeindet. Am 24. November 1990 lösten sich Chobot und Újezd u Skaličan von Uzenice los und bildeten die Gemeinde Chobot. Bis zum 1. November 1993 wurden Chobot 1. díl und Chobot 2. díl noch als separate Ortsteile ausgewiesen. Zwischen 1997 und 1999 entstand ein Sportzentrum. Etwa die Hälfte der Häuser werden als Feriendomizile genutzt.

## Kultur und Sehenswürdigkeiten
- Teich Labuť, er ist mit einer Fläche von 108,5 ha der größte Teich im Blatnáer Land
- Kapelle in Chobot